# アーサー・ディ・リトル
アーサー・ディ・リトル（Arthur D. Little）は、アメリカ合衆国・ボストンで設立された経営戦略コンサルティングファーム。世界最古の経営戦略コンサルティングファームであるとされる。
1886年、マサチューセッツ工科大学の科学者で、酢酸塩の発見者でもあるアーサー・デホン・リトルによって設立された。かつてはボストン・コンサルティング・グループ創設者のブルース・ヘンダーソンも所属していた。
「“Side-by-Side”、常に顧客とともにあること」をコンセプトとして、クライアントの“腹に落ちる”成果を出すことを目標としている。

## 概要
具体的には技術をコアコンピタンスに掲げる企業に対する全社戦略・事業戦略や技術経営（MOT）を中心とした事業を行っており、具体的には TIME(TELECOMMUNICATION, INFORMATION, MEDIA & ELECTRONICS), Auto, Energy & Utilities, Chemicals, Consumer Goods and Retail, Healthcare , Manufacturing, Private Equity, Public Services, Travel & Transportationなどのクライアントに対してコンサルティング活動を行っている。
グローバルでは、約1,700人のコンサルタントがコンサルティング活動に従事している。主な戦略系コンサルティング会社の競合として、マッキンゼー、ボストン・コンサルティング・グループ、ベイン・アンド・カンパニー、A.T.カーニー、ローランド・ベルガーが挙げられることが多い。

## 沿革

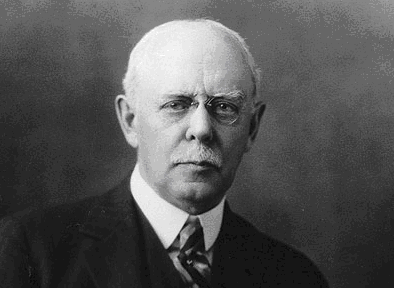
創業者のアーサー・デホン・リトル博士

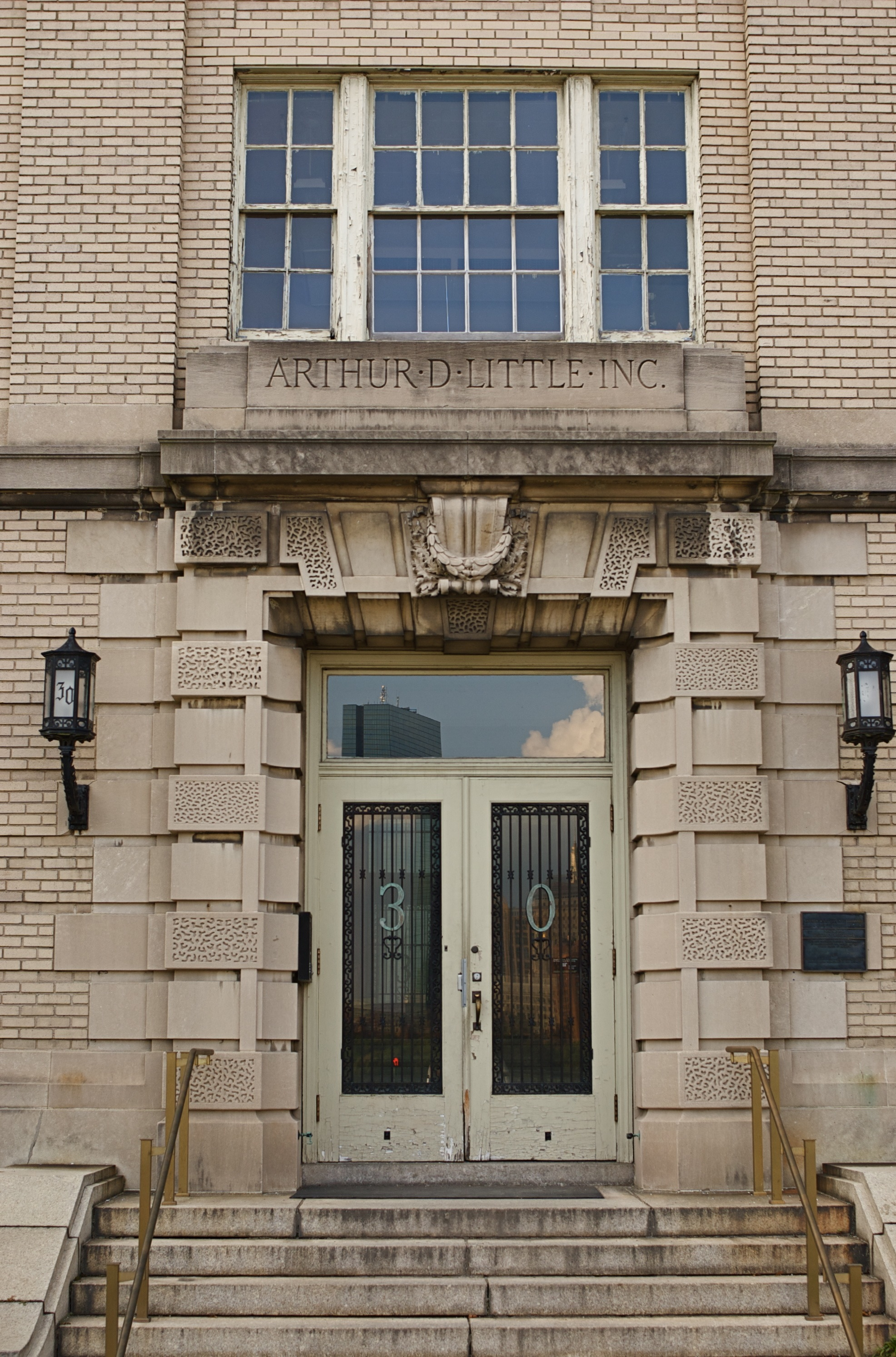
アーサー・ディ・リトル ビル 入口

1886年、マサチューセッツ工科大学(MIT)の化学者であったアーサー・デホン・リトル博士は、当時リッチモンド製紙に勤めていたバーモント大学出身のロジャー・B・グリフィン博士と共に、MIT内にリトル＆グリフィン社を設立した。リトル＆グリフィンは論文「製紙の化学」執筆に取り組む。
1911年、アーサー・ディ・リトルはゼネラルモーターズ社の最初の研究開発センターの設立を支援した。これがアーサー・ディ・リトルの経営コンサルティング部門の設立につながったと同時に、経営コンサルティング業界が誕生した瞬間であったといわれる。
1917年、マサチューセッツ州ケンブリッジ、MIT新キャンパスの隣にアーサー・ディ・リトル・ビルディングを建築しそこへ移転。この建物は1976年にアメリカ合衆国国家歴史登録財に登録されている。

## 日本法人
1978年設立。

### 主な出版物
- ロナルド・S・ジョナシュ/トム・サマラッテ著、アーサー・Ｄ・リトル訳『イノベーション・プレミアム　企業価値最大化の条件』（2000 東洋経済新報社）ISBN 978-4492530979
- ピーター・S・モーガン/エリック・ホービング/ヘンク・シュミット/アーノウド・V・D・スロット著、アーサー・Ｄ・リトル訳 『変革の陥穽』（2001 東洋経済新報社） ISBN 978-4492521212
- 小久保厚郎著 『研究開発のマネジメント』（2001 東洋経済新報社） ISBN 978-4492531167
- 森洋之進/田中宗英/菅原天意著 『目覚めるキヨスク』(2004 中央経済社） ISBN 978-4502589102
- 森洋之進著 『<戦略的>知的財産マネジメント実践ガイド』（2005 企業研究会）
- 技術経営コンソーシアム監修 三菱総合研究所編(原田裕介共著)『標準MOTガイド』(2006 日経BP社） ISBN 978-4822245009
- アリン・フリーマン著、アーサー・Ｄ・リトル訳『スローン・コンセプト 組織で闘う 「会社というシステム」を築いたリーダーシップ』（2007 英治出版） ISBN 978-4901234993
- ロバート・ゴーフィー、ガレス・ジョーンズ著、アーサー・ディ・リトル・ジャパン訳 『なぜ、あなたがリーダーなのか？』（2017 英治出版） ISBN 978-4862762344
- 『モビリティー進化論』(2018 日経BP社) ISBN 978-4822258283
- 鈴木裕人/三ツ谷翔太著 『フラグメント化する世界』(2018 日経BP社) ISBN 978-4296101061
- 『モビリティーサプライヤー進化論』(2019 日経BP社) ISBN 978-4296104642
- 花村遼/田原健太朗著『新型コロナ 収束への道』(2020 日本経済新聞出版) ISBN 978-4532264390
- 鈴木裕人/三ツ谷翔太著『令和トランスフォーメーション』(2021 日経BP社) ISBN 978-4296109265
- 入江洋/原田祐介著『新世代オープンイノベーション JR東日本の挑戦』(2023 日経BP社) ISBN 978-4-296-20158-7
- 『カーボンニュートラル燃料のすべて』(2023 日経BP社) ISBN 978-4-296-20254-6
- 『製品開発DX』(2024 東洋経済新報社) ISBN 978-4492762639